# عنيبة
قرية عنيبة هي إحدى القرى التابعة لمركز نصر النوبة في محافظة أسوان في جمهورية مصر العربية.